# Grand Kurultáj

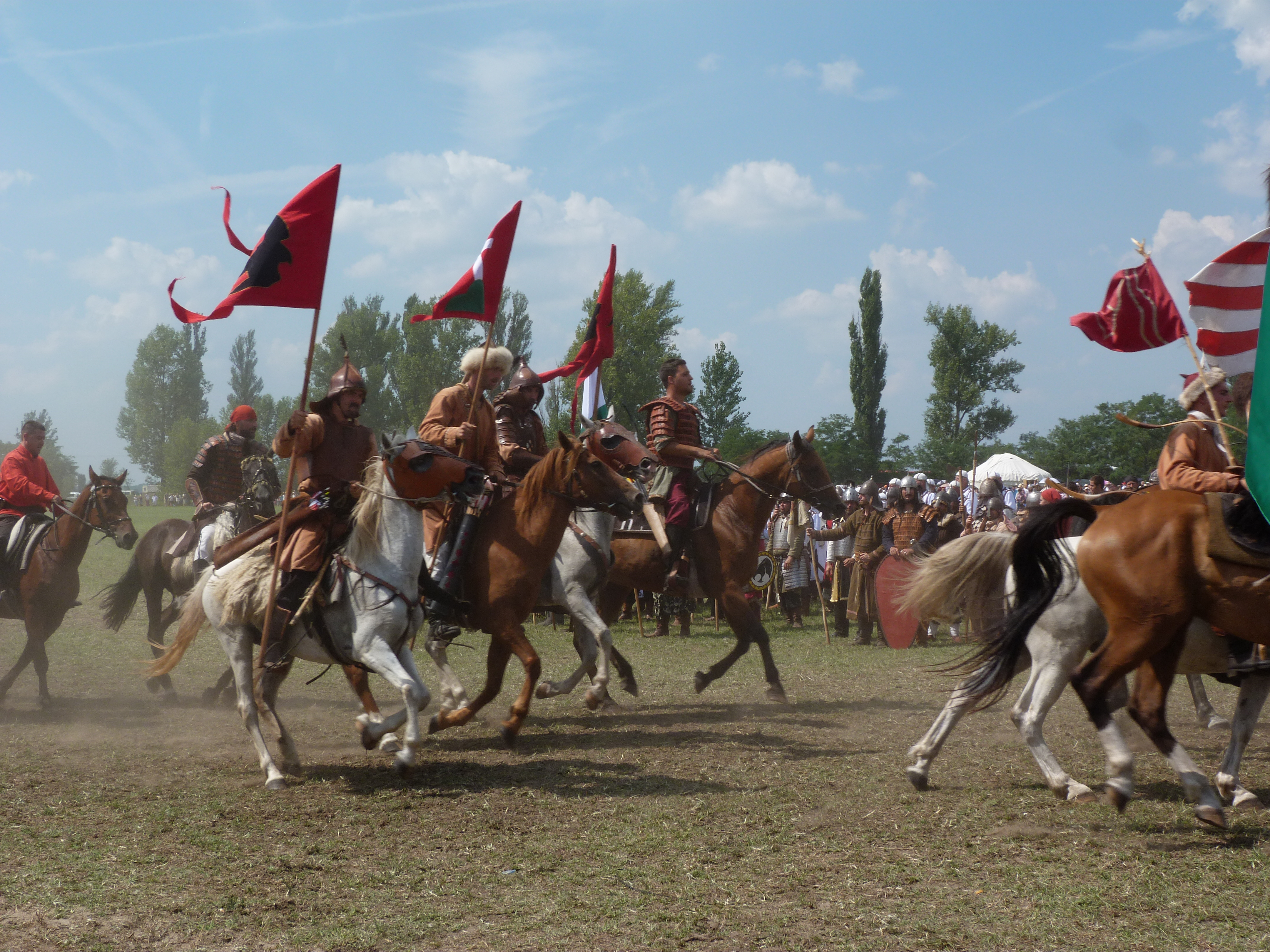
Kurultáj - Défilé des nations

Le Grand Kurultáj, ou en bref le Kurultáj, est un événement traditionnel regroupant des peuples d'origines nomades d'Asie centrale et qui a lieu annuellement durant la première semaine d'août à Bugac, en Hongrie. L'objectif de cet événement est de renforcer l'unité culturelle et les traditions équestres nomades eurasiennes entre les Hongrois et leurs parents culturels, les peuples turcs orientaux et les peuples altaïques. Le premier Kurultáj a eu lieu dans la région de Torgay au Kazakhstan en 2007. Le premier Kurultáj de Hongrie fut organisé en 2008. Ces événements ont beaucoup contribué à la renaissance de la conscience de soi altaïque.
Le Grand Kurultáj offre aux visiteurs la possibilité de tirer à l'arc, de dormir dans des yourtes, d'écouter de la musique des steppes (tambours, chœurs chamaniques), de manger de la nourriture traditionnelle mongole, et d'observer des reliques archéologiques des anciens peuples des steppes. Chaque jour, des cavaliers reconstituent des événements importants de l'histoire hongroise, tel que les diverses étapes du Honfoglalás.

## Nom
Le mot kurultáj et ses variations, dans les langues turciques, se traduit par « rencontre des tribus ». Il se produit parmi les nations tribales et pratiquement dans toutes les cultures nomades. Des tribus nomades hongroises ont également organisé des kurultáj, un fait qui est mentionné dans des sources écrites byzantines et arabes. Lors de ces réunions, des décisions importantes étaient prises, notamment en matière de stratégie militaire.

## Nations et États participants (47)
13 nations et 33  États représentant les peuples suivants :

### Langues turciques(23)
- Azerbaïdjan
- Balkars
- Bachkirie
- Chypriotes turcs
- Gagaouzie
- Karatchaïs
- Karakalpakstan
- Kazakhstan
- Kyrgyzstan
- Koumyks
- Madiars
- Nogai
- Ouïghours
- Ouzbékistan
- République des Komis
- Sakha
- Tatars de Crimée
- Tatarstan
- Tchouvachie
- Touva
- Turkmènes de Syrie
- Turkménistan
- Turquie

### Langues ouraliennes(10)
- Caréliens
- Csángós
- Estonie
- Finlande
- Hongrie (Pays organisateur)
- Khantys-Mansis
- Mari El
- Nénètses
- Sápmi
- Székelys

### Langues mongoliques(3)
- Bouriatie
- Kalmoukie
- Mongolie

### Langues nakho-daghestaniennes(3)
- Avars
- Daghestan
- Tchétchénie

### Langues indo-européennes(3)
- Bulgarie
- Grèce
- Hazara

### Langues abkhazo-adygiennes(2)
- Adyguée
- Kabardes

### Langues toungouses(2)
- Evenks
- Mandchous

### Autres (2)
- République de Corée
- Japon

## Événements
- 2008 : inconnu
- 2013 : 9 au 11 août[4].
- 2014 : A eu lieu à Bugac dans la région Grande Plaine méridionale en Hongrie[5].
- 2015 : Organisé par la Fondation hongroise Turan avec des contributions de l'Agence turque de coopération et de développement (TİKA). Des représentants des gouvernements hongrois et turc se sont également joints aux festivités[6].
- 2016 : A eu lieu du 12 au 14 août à Bugac[7].
- 2018 : inconnu
- 2020 : annulé
- 2022 : culture + musique + sports (cheval + tir à l'arc + Gures)[8]

## Galerie

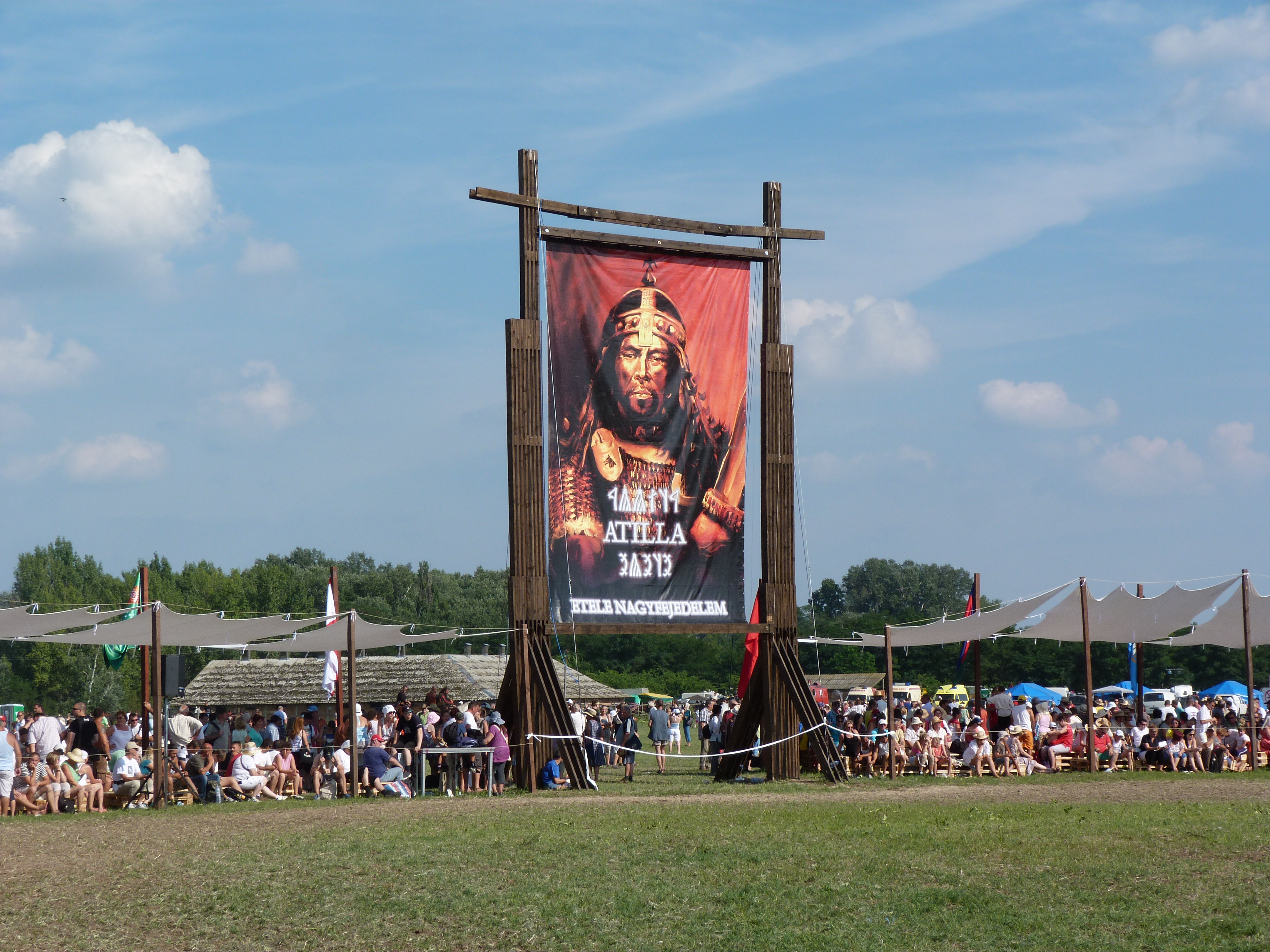
Attila, empereur de l'Empire des Huns.
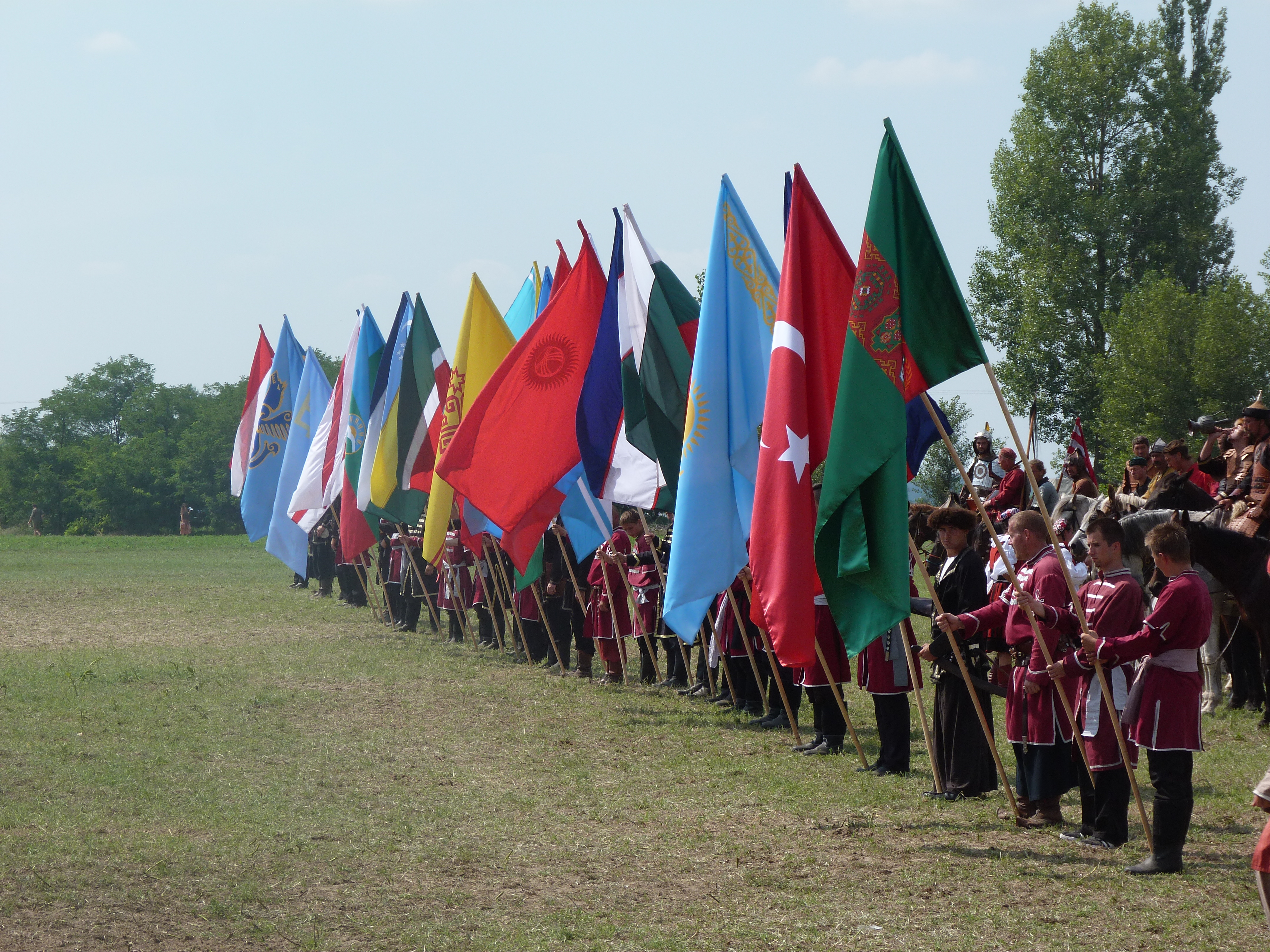
Drapeaux des nations touraniennes.
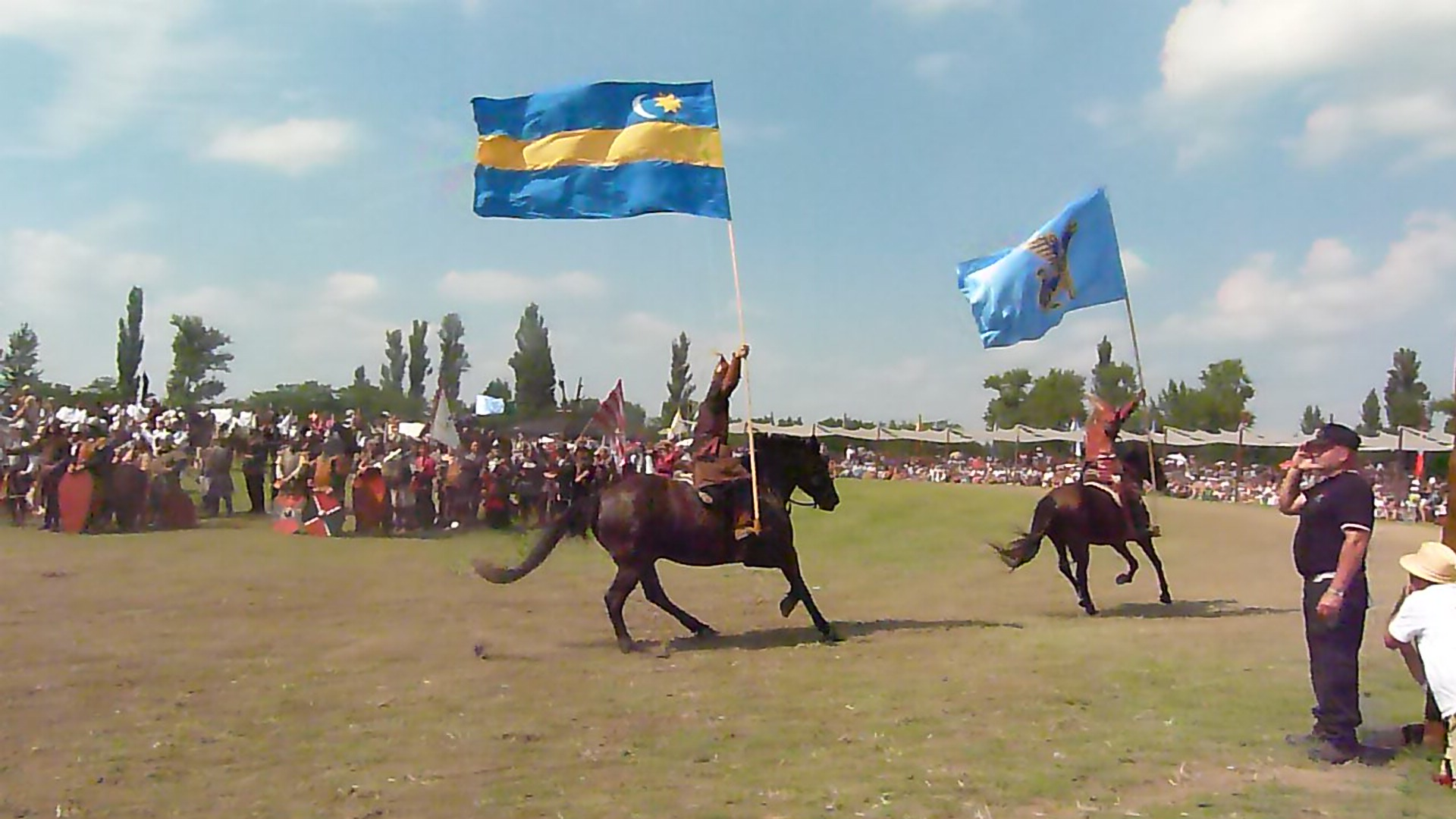
Drapeau du Pays sicule.
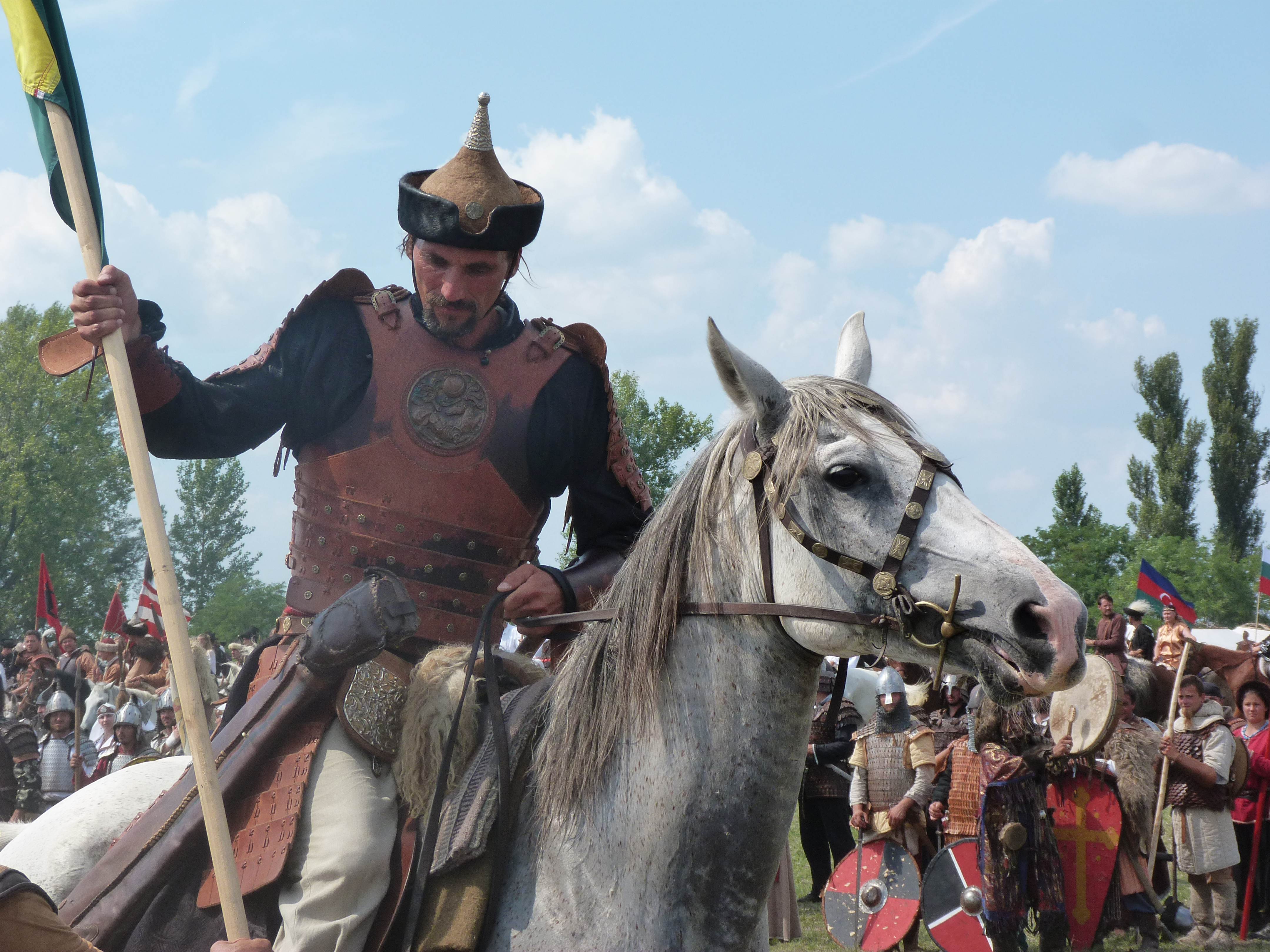
Cavalier hongrois au Kurultáj.
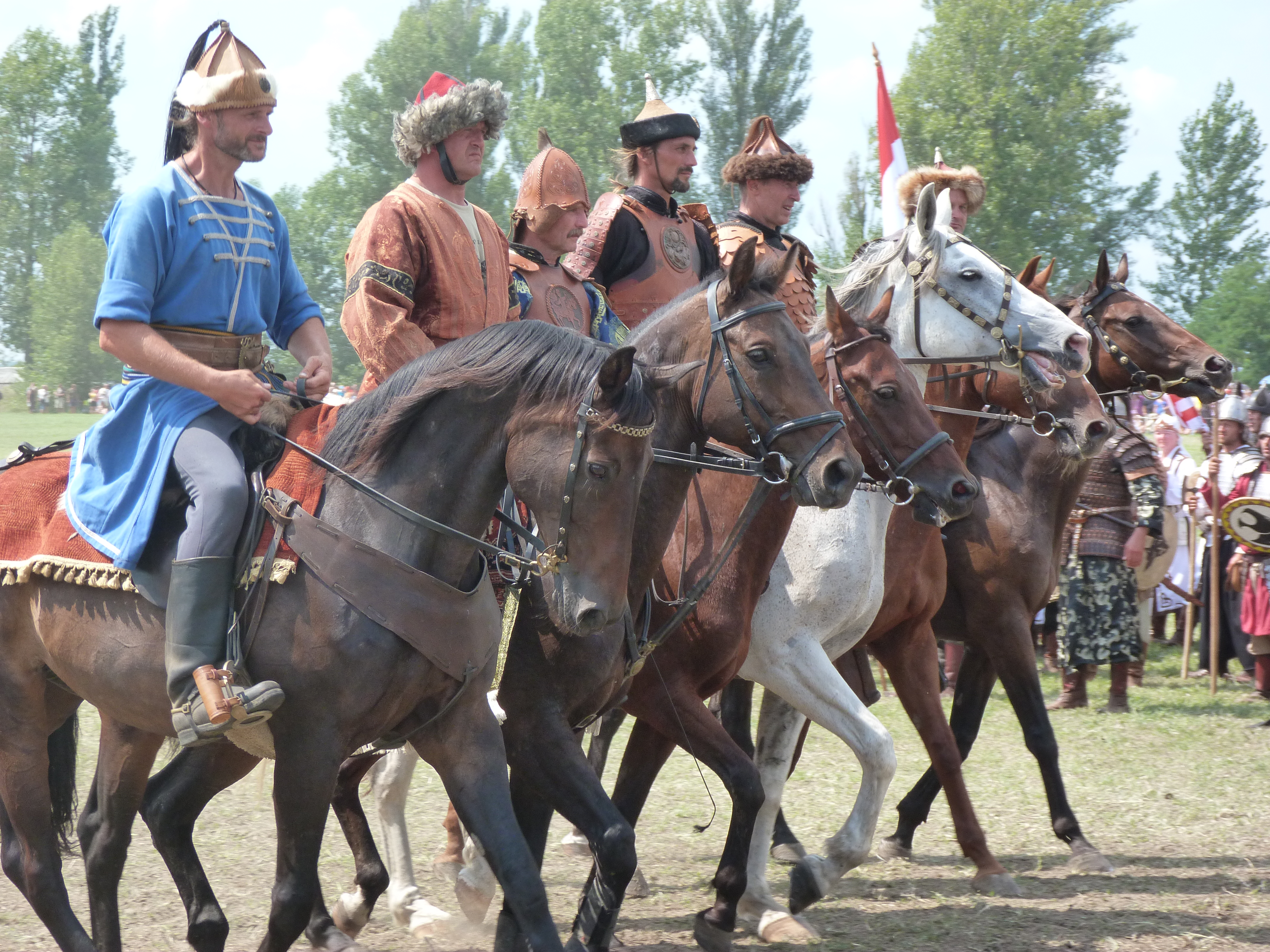
Cavaliers hongrois au Kurultáj.
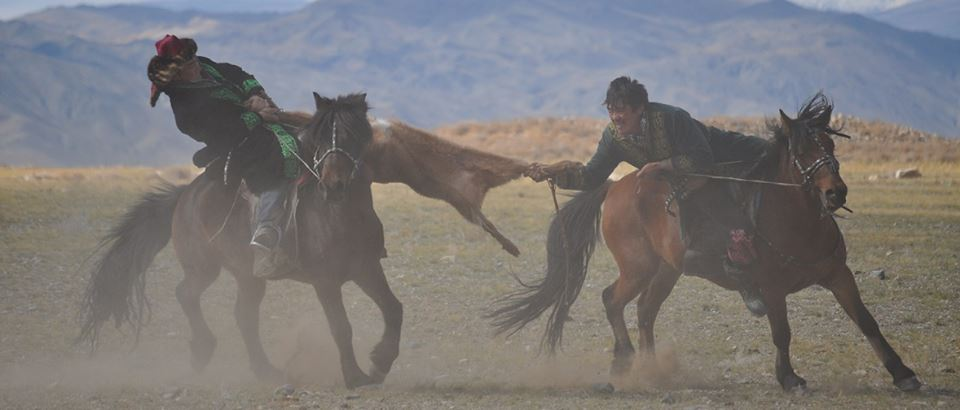
Jeu traditionnel kazakh de Kokpar, dans lequel les joueurs se disputent une carcasse de chèvre (Festival kazakh de l'aigle de l'Altaï à Sagsai, province de Bayan-Ölgii, Mongolie).
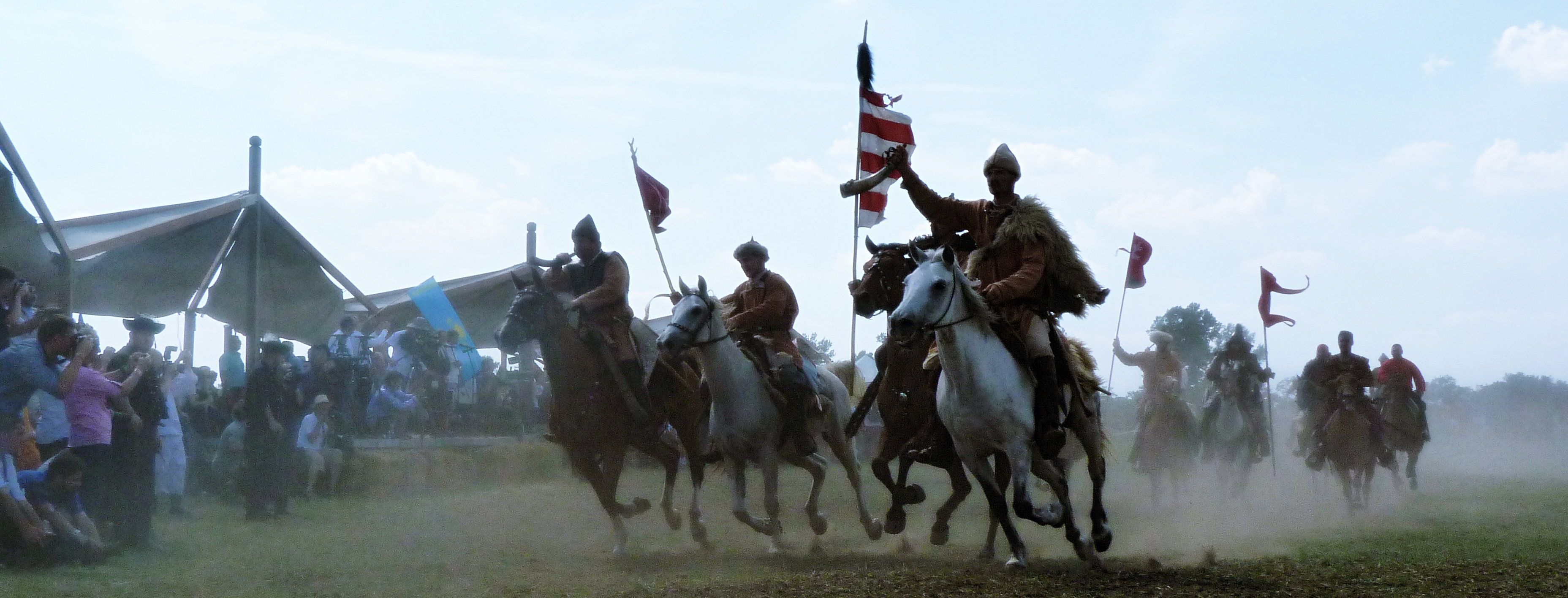
Cavaliers hongrois au Grand Kurultáj 2014, à Bugac.